# Мали Принц (стрип)
Мали Принц : по делу Антоана де Сент-Егзиперија (фр. Le Petit Prince) је стрип аутора Жоана Сфара (фр. Joann Sfar), настао по мотивима најпознатије новеле француског писца и пилота Антоана де Сент Егзиперија из 2008. године. Стрип је колорисала Брижит Фендакли. На српском језику стрип је објављен у издању Графарта, у Едицији Весели четвртак, из Београда 2009. године, у адаптацији Димитрија Јовановића и преводу Невене Глибетић.

## О аутору
Жоан Сфар (Ница, Француска, 28. август 1971) је француски стрип цртач, креатор стрипова и филмски редитељ. Сфар се сматра једним од најважнијих уметника новог таласа француско-белгијског стрипа. Многе његове стрипове објавила је L'Association коју су 1990. године основали Жан-Кристоф Мену и још шест других уметника.

## О стрипу
Аутор је успео да пренесе у стрип поезију, емоцију и сву симболичку снагу чувене приче. Веран књизи свог детињства, веран је и себи и прича са милошћу и великодушношћу које га карактеришу.
Приликом адаптације чувене књиге Мали Принц, аутор се нашао у незавидном положају пошто је желео да се што више држи оригиналне приче. Сфар је успео да направи стрип богатог стила пуног колора који се држао Егзиперијеве идеје и приче, али тек на махове да одступи од оригинала. На тај начин успео је да одржи битну динамику током оригиналног графичког остварења.
У својој стрип верзији аутор је успео да задржи оно што је кључно, што издваја Малог Принца од осталих, а то је да пренесе, продуби и акцентује одличним визуелним изразом чувену егзиперијевску поруку која гласи да никада не смемо заборавити дечији поглед на свет, подједнако битан у дечијем и у свету одраслих.

## Пријем критике
Стрип Мали Принц : по делу Антоана де Сент-Егзиперија, убрзо пошто је објављен у Француској, наишао је на изузетно велики успех, како од стране критике тако и од стране публике.

## Награде и признања
- Француски књижевни часопис Лир прогласио је стрип Малог Принца најбољим француским графичким романом.[1][4]
- На Међународном фестивалу стрипа у Ангулему 2009. године оцењен као најзначајнији стрип за младе.[1]